# 呂号第一潜水艦
|          |                                                                             |
| 艦歴     |                                                                             |
| 計画     | 大正4年度計画                                                               |
| 起工     | 1917年1月5日                                                                |
| 進水     | 1919年7月28日                                                               |
| 就役     | 1920年3月31日                                                               |
| 除籍     | 1932年4月1日                                                                |
| その後   | 1932年4月1日雑役船編入、沈錘船に指定、公称第2929号と改名。1937年6月26日廃船 |
| 性能諸元 |                                                                             |
| 排水量   | 基準：689トン 常備：717トン 水中：1,047トン                                 |
| 全長     | 65.58m                                                                      |
| 全幅     | 6.07m                                                                       |
| 吃水     | 4.19m                                                                       |
| 機関     | フィアット式ディーゼル2基2軸 水上：2,600馬力 水中：1,100馬力                |
| 速力     | 水上：18kt 水中：8kt                                                        |
| 航続距離 | 水上：10ktで3,500海里 水中：4ktで75海里                                     |
| 燃料     | 重油                                                                        |
| 乗員     | 43名                                                                        |
| 兵装     | 短7.5cm単装砲1門 45cm魚雷発射管 艦首3門、艦尾2門 魚雷8本                    |
| 備考     | 安全潜航深度：50m                                                           |

呂号第一潜水艦（ろごうだいいちせんすいかん）は、日本海軍の潜水艦。呂一型潜水艦（F1型）の1番艦。竣工時の艦名は第十八潜水艦。

## 艦歴
1917年（大正6年）1月5日、神戸川崎造船所で起工。1919年（大正8年）7月28日進水。1920年（大正9年）3月31日竣工。竣工時の艦名は第十八潜水艦、二等潜水艦に類別。
1924年（大正13年）11月1日、呂号第一潜水艦に改称。
1932年（昭和7年）4月1日に除籍。
同日、雑役船に編入し沈錘船となり公称第2929号と改名。訓練用沈没艦として特務艦朝日の沈没潜水艦救難実験や訓練に使用された。
1937年（昭和12年）5月31日、船体の老朽化や、朝日の救難装備の撤去が決まったため、沈錘船は製鋼材料とすることとなった。これを受け、公称第2929号は同年6月26日に廃船となった。
船体構造の欠陥から潜航深度20ｍが限界で、実戦用潜水艦に適さないと判定された。

## 歴代艦長
※艦長等は『日本海軍史』第10巻の「将官履歴」及び『官報』に基づく。

### 艤装員長
- 上林潔 少佐：1919年6月1日[6] -

### 艦長
- 上林潔 少佐：1920年3月31日[7] - 4月20日[8]
- （心得）高塚省吾 大尉：1920年12月1日 - 1922年1月10日
- （心得）寺垣敬三 大尉：1922年1月10日 - 1923年5月1日